# ジリアン・ベル
ジリアン・ベル（Jillian Bell,  1984年4月25日 - ）は、アメリカ合衆国の女優、コメディエンヌである。

## 来歴
1984年、ネバダ州ラスベガスに生まれる。祖母方からルーマニア系の家系を引いている。8歳のころから即興劇を学び始め、高校を卒業後はロサンゼルスへ渡り、即興コメディ劇団のGroundlingsへ参加してキャリアをスタートさせる。その後、全米で人気のコメディ番組『サタデー・ナイト・ライブ』のキャストオーディションを受けるも落選してしまうが、脚本家として2009年から同番組へ参加し、コメディエンヌとして演技以外での才能も開花させた。
2011年からケーブル・チャンネルコメディ・セントラルのテレビドラマシリーズ『Workaholics』のレギュラーキャストとして出演してから人気が上昇。徐々に映画への露出も増えていき、2012年にはポール・トーマス・アンダーソン監督でフィリップ・シーモア・ホフマンら出演の『ザ・マスター』に出演。アンダーソン監督作品にはこれ以外にも『インヒアレント・ヴァイス』へも出演している。近年ではコメディ映画への出演が多く、セス・ローゲンやジョナ・ヒル、ジャック・ブラックなど名だたるコメディ俳優らと共演し、キャリアを重ねている。

## 出演作品

### 映画
- Waiting to Die (2009)
- ブライズメイズ 史上最悪のウェディングプラン Bridesmaids (2011)
- Love, Gloria (2011)
- ザ・マスター The Master (2011)
- 22ジャンプストリート 22 Jump Street (2012)
- インヒアレント・ヴァイス Inherent Vice (2014)
- グースバンプス Goosebumps (2015)
- ナイト・ビフォア　俺たちのメリーハングオーバー The Night Before (2015)
- アングリーバード The Angry Birds Movie (2016) ※声の出演
- クレイジー・パーティー Office Christmas Party (2016)
- フィストファイト Fist Fight (2017)
- ゲームオーバー! Game Over, Man! (2018)
- ブリタニー・ランズ・ア・マラソン Brittany Runs a Marathon (2019) 兼製作総指揮
- ビルとテッドの時空旅行 音楽で世界を救え! Bill & Ted Face the Music (2020)
- キャンディ・ケイン・レーン Candy Cane Lane (2023)
- 同窓会 Reunion (2024)

### テレビシリーズ
- Preppy Hippies (2007, 2008)
- ラリーのミッドライフ★クライシス Curb Your Enthusiasm (2009)
- リーガル・バディーズ フランクリン&バッシュ Franklin & Bash (2011)
- ステイ・フレンズ Friends with Benefits (2011)
- Workaholics (2011 - 2016)
- RVC: The Lone Shopping Network (2012)
- Partners (2012, 2013)
- Eastbound & Down (2013)
- Idiotsitter (2016)

### テレビ番組
- サタデー・ナイト・ライブ Saturday Night Live (2009 - 2010) ※脚本

### テレビアニメ
- 怪奇ゾーン グラビティフォールズ Gravity Falls (2014)
- SuperMansion (2015)